# Pembrokeshire Coast Path

Karte von Pembrokeshire mit dem Weg an den Küsten entlang, seinen Endpunkten und dem Nationalpark
Kleine Karte: Lage von Pembrokeshire in Wales

Der Pembrokeshire Coast Path (walisisch Llwybr Arfordir Sir Benfro), oft auch als Pembrokeshire Coastal Path bezeichnet, ist einer der offiziellen Fernwanderwege im Vereinigten Königreich (National Trail) in Pembrokeshire im südwestlichen Wales.  Er wurde 1970 eingerichtet, ist 299 km lang und führt überwiegend auf dem oberen Rand der örtlichen Steilküsten an der walisischen Küste entlang. Auch wenn die Küstenlinie hauptsächlich nach Westen ausgerichtet ist, erhält man durch die vielen Buchten entlang des Weges immer wieder Aussichtspunkte in nahezu jede Himmelsrichtung.
Das südliche Ende des Weges befindet sich in Amroth, Pembrokeshire, als nördliches Ende wird meistens Poppit Sands nahe St. Dogmaels in Pembrokeshire angegeben, wo sich ursprünglich eine offizielle Startmarkierung befand. Im Jahre 2009 wurde der Weg bis direkt nach St. Dogmaels verlängert, dort befindet sich heute eine neue Startmarkierung.

## Geschichte
Bald nachdem 1952 der Pembrokeshire Coast Nationalpark eingerichtet wurde,  schlug der walisische Naturgeschichtler und Autor Ronald Lockley eine Route entlang der Küste für einen Wanderweg vor. Auch wenn es entlang der Küste einige Siedlungen gab, erfolgte die Verbindung zwischen diesen hauptsächlich mit Booten und der Zugang zur Küste war allgemein nicht sehr einfach. Lockley legte seinen Bericht 1953 vor, seine Anregungen wurden von den zuständigen Behörden begrüßt und weitgehend übernommen. Für einige der vorgesehenen Wegabschnitte gab es ein öffentliches Wegerecht, der größte Teil führte jedoch über privates Land, so dass zunächst umfangreiche Gespräche mit den Landbesitzern geführt werden mussten. Die Ergebnisse beeinflussen bis heute den Verlauf des Weges, der an einigen Stellen, an denen die Landbesitzer einer Streckenführung über ihr Land nicht zustimmten, von der offensichtlich besten Verbindung abweicht.
Der Bau des Wanderweges dauerte über 17 Jahre, während derer mehr als 100 Fußgängerbrücken und mehr als 450 Passagen über Zäune errichtet, sowie Tausende von Stufen in steilen oder rutschigen Abschnitten gebaut wurden. Nach der Eröffnung am 16. Mai 1970 wurde die gesamte Streckenlänge mit 180 Meilen angegeben, was durch vielfache Wegeänderungen aber nicht mehr der heutigen Länge entspricht.

## Streckenverlauf
Der Pembrokeshire Coast Path verläuft nahezu vollständig innerhalb des Nationalparks und orientiert sich beständig an der Küste. Er wird meist in 15 Tagesetappen mit folgenden Endpunkten geteilt:
1. (St. Dogmaels bis) Newport, 25,7 km. Gilt aufgrund der Länge und der häufigen steilen Anstiege als schwierigste Etappe des Weges.
2. Fishguard, 19,3 km
3. Pwell Deri, 14,5 km
4. Porthgain, 19,3 km
5. Whitesands, 16,1 km. Anstrengende und sehr raue Etappe, geprägt von hohen Kliffs und Basaltgesteinen.
6. Solva, 20,9 km. Die Etappe umrundet den Ort St Davids.
7. Broad Haven, 19,3 km. Sehr hügelige Etappe.
8. Martin's Haven, 17,7 km. Fast die ganze Etappe liegt auf der Klippe der roten Sandsteinkliffs.
9. Dale, 16,1 km. Ebene Strecke über die Halbinsel Marloes mit Aussicht auf die vorgelagerten Vogelinseln.
10. Neyland, 25,7 km. Die Etappe führt auf der Nordseite des Milford Haven entlang und besitzt eine Stelle, die nur bei Ebbe passierbar ist.
11. Angle, 25,7 km. Geprägt durch die Stadt Pembroke und die Industrieansiedlungen am Milford Haven.
12. Freshwater (W), 16,1 km. Ausgesetzte, einsame und fordernde Etappe.
13. Broad Haven (S), 16,1 km. Die Etappe führt über einen stillgelegten Truppenübungsplatz und um den noch genutzten Schießplatz von Castlemartin herum.
14. Skrinkle Haven, 17,7 km. Auf dieser Etappe finden sich einige der bekanntesten Strände des Nationalparks.
15. Amroth, 22,5 km. Die touristisch gut erschlossene Etappe führt auch durch den Badeort Tenby und bietet schöne Ausblicke auf Caldey Island.

Da der Küstenweg heute an Dutzenden von Stellen gut und leicht erreichbar ist, wird er nicht nur von Trekkern, sondern auch von vielen Wanderern im Rahmen von Tagestouren Dinas Island genutzt. Dazu trägt auch das sehr große Angebot von Busverbindungen bei, die speziell auf die Bedürfnisse von Wanderern abgestimmt sind.

## Natur
Die Gesteine der Landschaft sind sehr alt, es finden sich kaum welche, die jünger als 250 Millionen Jahre sind. Die heutige Küstenlinie ist ein Ergebnis der Verwitterung und Verformung dieser alten Gesteine unter dem Einfluss des Meeres, der Flüsse und der letzten Eiszeiten. Die ältesten präkambrischen Gesteine finden sich im nördlichen Teil Pembrokeshires. Diese stammen noch aus der Zeit vor der kaledonischen Gebirgsbildung und sind häufig vulkanischen Ursprungs. Jüngere durch Sedimentation entstandene Gesteine prägen das südliche Pembrokeshire.
Im Frühjahr und im Sommer zeigen sich entlang des Weges viele Arten von Küstenblumen sowie eine große Anzahl verschiedener Vogelarten. An vielen steilen Küstenabschnitten gibt es Kolonien von Seevögeln und unbewohnte, vorgelagerte Inseln wie Skomer, Skokholm und Grassholm dienen ihnen als idealer Lebensraum. Die größten Meeresbewohner in Küstennähe sind Robben, Tümmler und Schweinswale.

## Archäologie und Sehenswürdigkeiten
Überreste von steinzeitlichen cromlechs (Steinringe oder Dolmen) finden sich entlang des Weges genauso wie Anzeichen bronzezeitlicher Besiedlung. Die beeindruckendsten Zeugen früherer Kulturen sind jedoch die mehr als 2000 Jahre alten eisenzeitlichen Küstenfestungen, von denen der Weg fast 60 Stück (z. B. Porth-y-Rhaw südlich von Nine Wells)passiert. Eine der am besten erhaltenen liegt in der Nähe von Solva.
Frühmittelalterliche Friedhöfe wurden bei St. Brides und in West Angle gefunden, bei Newport gibt es noch Reste von Erdwällen aus der gleichen Periode.
In unmittelbarer Nähe des Weges liegen Hügelgräber (wie beispielsweise Carreg Coetan Arthur) die Burgen Manorbier Castle und Carew Castle, die Stadt St. Davids mit der Kathedrale von St Davids und die Stadt Pembroke mit der Burg Pembroke Castle. Auf dem Gelände des Schießplatzes Castlemartin liegt zwischen den Felsen eine Kapelle, die St. Govan’s Chapel.

## Auszeichnungen
Bei St. Dogmaels geht der Weg in den Ceredigion Coast Path über, welcher der Küste weiter nach Norden folgt. Der Pembrokeshire Coast Path ist ein Teil des 1400 km langen Wales Coast Path, der die ganze walisische Küste von Chepstow nach Queensferry entlang führt.
2010 hat die Zeitschrift National Geographic die Küste von Pembrokeshire als eine der schönsten Küstengegenden der Welt bezeichnet. Ein Jahr später nahm die Angebotsseite Cheapflights den Pembrokeshire Coast Path in ihre Liste der weltweit besten Wanderwege auf. Viele der Strände, an denen der Weg entlang führt, haben lokale Auszeichnungen erhalten, seit 2011 werden 39 Strandabschnitte von der Marine Conservation Society empfohlen.

## Bildergalerie

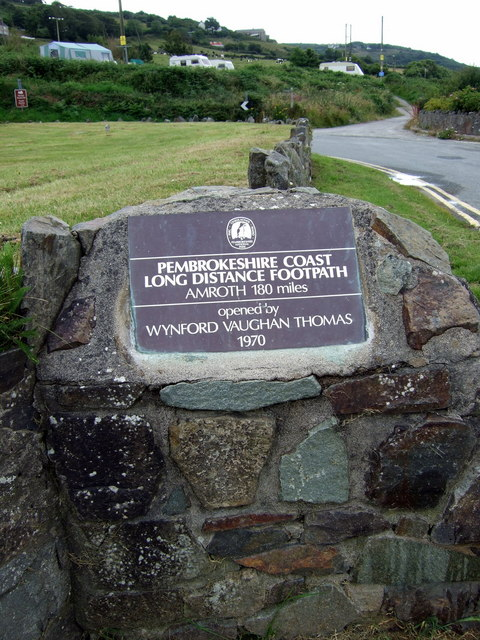
Startmarkierung bei St. Dogmaels
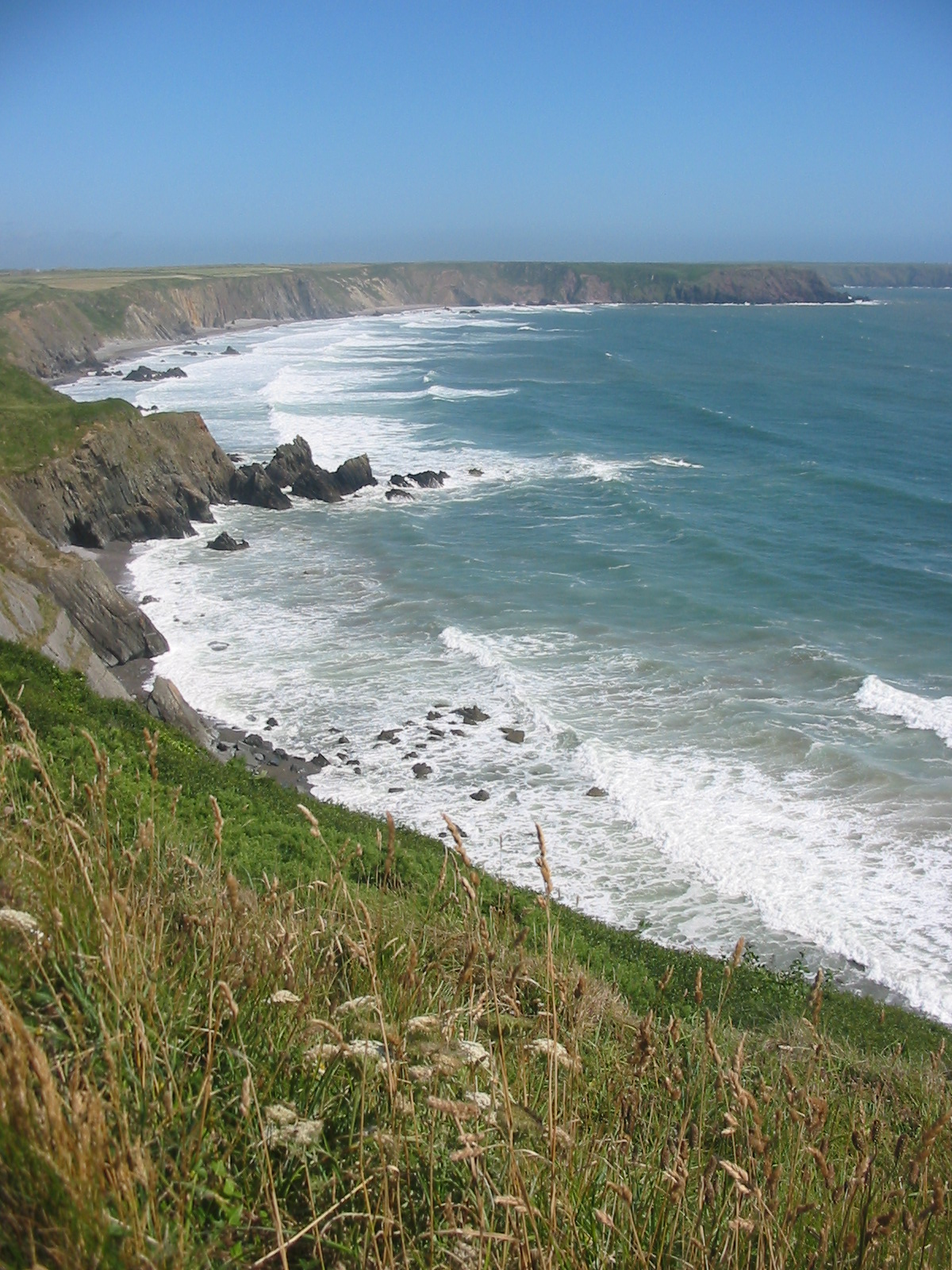
Blick vom Weg auf die Halbinsel Marloes
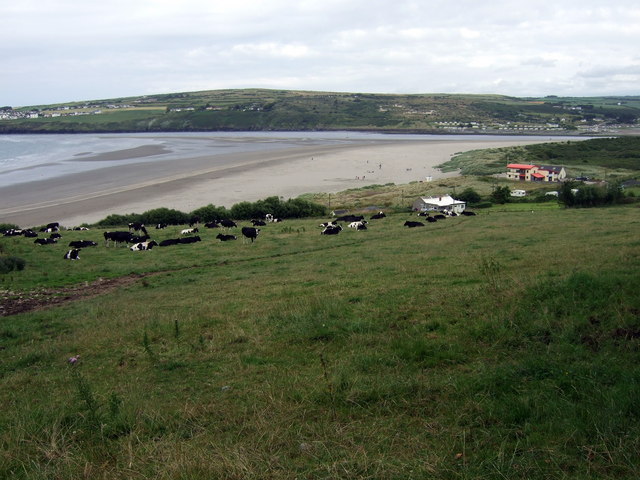
Poppit Sands am nördlichen Ende des Weges
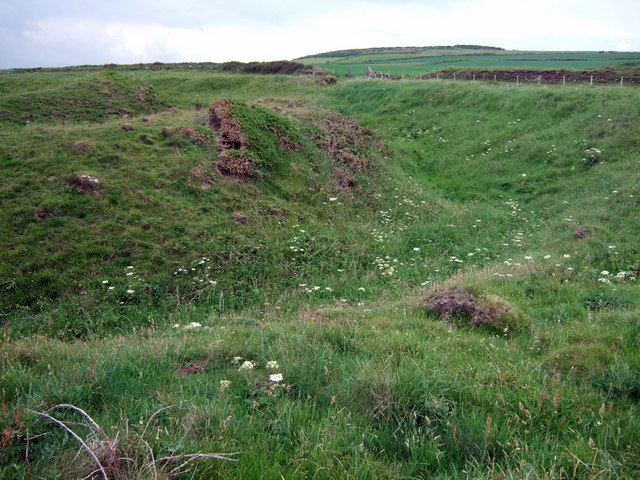
Wallreste eines eisenzeitlichen Promontory Forts, bei Pwll Caerog
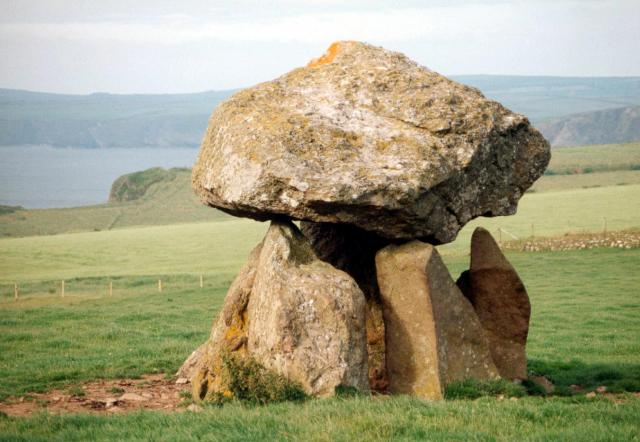
Dolmen Carreg Sampson
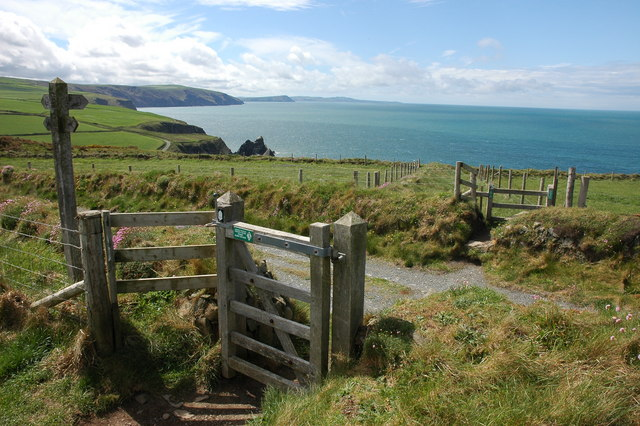
In der Nähe der Ceibwr Bay